# Alessandro Chiesa
Alessandro Chiesa (Biasca, 1º febbraio 1987) è un ex hockeista su ghiaccio svizzero.

## Carriera

### Club
Alessandro Chiesa iniziò a giocare nel settore giovanile dell'HC Ambrì-Piotta, dal 2002 al 2004, per poi esordire nella Lega Nazionale A già nella stagione 2003-2004. Nel 2005 passò all'altra formazione ticinese, l'HC Lugano, con cui vinse il campionato svizzero 2005-2006. Con la formazione bianconera militò per cinque stagioni, transitando talvolta nella squadra affiliata in LNB, l'EHC Chur. Nel 2010 venne ingaggiato dall'EV Zug con un contratto valido per due stagioni, rinnovato l'anno successivo fino al 2014. Nella stagione 2016-2017 diventa capitano dell'HC Lugano. A partire dalla stagione 2014-15 veste la maglia dell'HC Lugano, compagine con cui conclude la carriera al termine della stagione 2021-2022.

### Nazionale
Dal 2004 al 2005 Chiesa è stato convocato nella rappresentativa della Svizzera Under-18, con la quale si impose nel 2004 in Prima Divisione, firmando un gol e due assist in cinque partite. Fra il 2005 ed il 2006 invece giocò per la selezione Under-20 in occasione del campionato mondiale Under-20 del 2006, dove in sei partite segnò una rete.

## Statistiche
Statistiche aggiornate ad agosto 2011.

### Club
| Stagione  | Squadra          | Stagione regolare | Stagione regolare | Stagione regolare | Stagione regolare | Stagione regolare | Stagione regolare | Playoff | Playoff | Playoff | Playoff | Playoff |
| Stagione  | Squadra          | Lega              | P                 | G                 | A                 | Pt                | PIM               | P       | G       | A       | Pt      | PIM     |
| --------- | ---------------- | ----------------- | ----------------- | ----------------- | ----------------- | ----------------- | ----------------- | ------- | ------- | ------- | ------- | ------- |
| 2002-2003 | Ambrì-Piotta U20 | Elite Jr. A       | 33                | 2                 | 1                 | 3                 | 50                |         |         |         |         |         |
| 2003-2004 | Ambrì-Piotta U20 | Elite Jr. A       | 35                | 6                 | 12                | 18                | 115               |         |         |         |         |         |
|           | Ambrì-Piotta     | NLA               | 6                 | 0                 | 0                 | 0                 | 0                 |         |         |         |         |         |
| 2004-2005 | Ambrì-Piotta     | NLA               | 17                | 0                 | 0                 | 0                 | 0                 | 4       | 0       | 0       | 0       | 2       |
| 2005-2006 | Lugano           | NLA               | 20                | 0                 | 0                 | 0                 | 22                | 15      | 0       | 1       | 1       | 0       |
|           | Chur             | NLB               | 6                 | 0                 | 1                 | 1                 | 22                |         |         |         |         |         |
| 2006-2007 | Lugano U20       | Elite Jr. A       | 9                 | 2                 | 2                 | 4                 | 36                |         |         |         |         |         |
|           | Lugano           | NLA               | 1                 | 0                 | 0                 | 0                 | 0                 |         |         |         |         |         |
|           | Chur             | NLB               | 1                 | 0                 | 0                 | 0                 | 2                 |         |         |         |         |         |
| 2007-2008 | Chur             | NLB               | 9                 | 1                 | 4                 | 5                 | 12                |         |         |         |         |         |
|           | Lugano           | NLA               | 42                | 0                 | 1                 | 1                 | 16                | -       | -       | -       | -       | -       |
|           |                  | Playout           | 5                 | 1                 | 1                 | 2                 | 2                 | -       | -       | -       | -       | -       |
| 2008-2009 | Lugano           | NLA               | 50                | 3                 | 2                 | 5                 | 48                | 7       | 0       | 0       | 0       | 8       |
| 2009-2010 | Lugano           | NLA               | 50                | 0                 | 4                 | 4                 | 24                | 4       | 0       | 0       | 0       | 4       |
| 2010-2011 | Zug              | NLA               | 50                | 1                 | 9                 | 10                | 71                | 10      | 0       | 1       | 1       | 6       |
| 2011-2012 | Zug              | NLA               | 48                | 5                 | 9                 | 14                | 91                | 8       | 0       | 0       | 0       | 18      |

### Nazionale
| Stagione  | Livello         | Risultati    | Risultati | Risultati | Risultati | Risultati | Risultati |
| Stagione  | Livello         | Competizione | P         | G         | A         | Pt        | PIM       |
| --------- | --------------- | ------------ | --------- | --------- | --------- | --------- | --------- |
| 2003-2004 | Switzerland U18 | WJC-18 D1    | 5         | 1         | 2         | 3         | 4         |
| 2004-2005 | Switzerland U18 | WJC-18       | 6         | 0         | 1         | 1         | 6         |
| 2005-2006 | Switzerland U20 | WJC-20       | 6         | 1         | 0         | 1         | 10        |

## Palmarès

### Club
- Campionato svizzero: 1

 Lugano: 2005-2006

### Nazionale
- Campionato mondiale di hockey su ghiaccio Under-18 - Prima Divisione: 1

 Svizzera U-18: 2004